# Ore de cumpănă (film)
Ore de cumpănă (titlu original: The Desperate Hours) este un film american din 1955 regizat de William Wyler. Rolurile principale au fost interpretate de actorii Humphrey Bogart și Fredric March. Scenariul este bazat pe romanul omonim din 1954 și piesa de teatru omonimă din 1955 de Joseph Hayes

## Prezentare
Glenn Griffin (Humphrey Bogart) este conducătorul unui trio de deținuți evadați care invadează casa familiei Hilliard din Indianapolis și iau ostateci patru membri ai familiei. Aceasta este prima casă aflată la periferia orașului Indianapolis. Acolo așteaptă sosirea unui pachet de la prietena lui Griffin, care conține bani pentru a-i ajuta pe cei trei fugari în scăparea lor.
Poliția organizează o urmărire în tot statul a celor evadați și, în cele din urmă, descoperă situația deznădăjduită a familiei Hilliard. Griffin amenință că-i omoară pe toți.   Mai târziu, nefericitul George Patterson (Walter Baldwin), care vede mașina lui Griffin în garaj, este ucis pentru a fi redus la tăcere, după ce a fost forțat să conducă mașina.
În cele din urmă, tatăl Daniel Hilliard (Fredric March), după ce convinge forțele de ordine că planul lor de a ataca în forță reședința este prea riscant pentru familia sa, folosește un truc asupra lui Griffin cu o armă  descărcată. Îl forțează să iasă din casă, iar Griffin este ulterior omorât după ce încearcă să treacă cu forța printre polițiști.

## Distribuție
- Humphrey Bogart - Glenn Griffin
- Fredric March - Daniel C. Hilliard
- Arthur Kennedy - Deputy Sheriff Jesse Bard
- Martha Scott - Eleanor "Ellie" Hilliard
- Dewey Martin - Hal Griffin
- Gig Young - Chuck Wright
- Mary Murphy - Cindy Hilliard
- Richard Eyer - Ralphie Hilliard
- Robert Middleton - Simon Kobish
- Walter Baldwin - George Patterson
- Whit Bissell - agentul FBI Carson
- Ray Teal - locotenentul de la poliția statală
- Simon Oakland - un polițist statal (nem.)

## Producție
Cheltuielile de producție s-au ridicat la 2,39 milioane $.
Este primul film alb-negru în VistaVision, un format Paramount pentru ecran widescreen.
Humphrey Bogart și Spencer Tracy au apărut pe ecran împreună o singură dată - în filmul sonor timpuriu al lui John Ford Up the River (1930), unde au jucat rolurile unor prizonieri. Zeci de ani mai târziu, Tracy și Bogart au plănuit să apară împreună în Ore de cumpănă. Fiecare a dorit însă ca numele său să apară primul; astfel încât Tracy a renunțat și a fost înlocuit de Fredric March.

## Primire
Filmul a fost refăcut în 1990 ca Desperate Hours (Ore de disperare), cu Mickey Rourke, Anthony Hopkins, Mimi Rogers, Kelly Lynch, Lindsay Crouse și David Morse. A fost regizat de Michael Cimino, dar a avut parte de recenzii negative.
Filmul a mai fost refăcut în India în limba Hindi - 36 Ghante în 1974.